# Łysa Góra (powiat hrubieszowski)
Łysa Góra – wieś w Polsce położona w województwie lubelskim, w powiecie hrubieszowskim, w gminie Werbkowice.
| SIMC    | Nazwa    | Rodzaj    |
| ------- | -------- | --------- |
| 0905066 | Dąbrówka | część wsi |

W latach 1975–1998 miejscowość należała administracyjnie do województwa zamojskiego. 
Wieś stanowi sołectwo gminy Werbkowice. Według Narodowego Spisu Powszechnego z roku 2011 wieś liczyła 187 mieszkańców i była dwudziestą co do liczby ludności miejscowością gminy.
Wierni Kościoła rzymskokatolickiego należą do parafii św. Michała Archanioła w Werbkowicach.

## Historia
Według Słownika geograficznego Królestwa Polskiego z roku 1885  Łysa Góra była folwarkiem w dobrach Malice. Posiadała wówczas: grunta orne i ogrody w ilości  331 mórg, łąk mórg 64, nieużytków i placy mórg 6, razem mórg 401, budynków z drzewa 3, płodozmian 7. polowy. W dobrach był młyn wodny, cegielnia, pokłady torfu.Opis zaczerpnięty z opisu dóbr Malice (5), [w:] Słownik geograficzny Królestwa Polskiego, t. VI: Malczyce – Netreba, Warszawa 1885, s. 12. 